# له چانگ-گانگ
له چانگ-گانگ (کره‌ای: 이창강؛ زادهٔ ۹ دسامبر ۱۹۸۴) بازیکن فوتبال اهل کره جنوبی است.